# Ненсі Олсон
Ненсі Олсон (англ. Nancy Olson; нар. 14 липня 1928, Мілвокі, Вісконсин, США) — американська акторка, номінантка на премію «Оскар» в 1950 році.

## Життєпис
Ненсі Олсон народилася 14 липня 1928 року в місті Мілвокі, штат Вісконсин, в родині лікаря Генрі Олсона і його дружини Евелін. У 1948 році вона підписала контракт з «Paramount Pictures» і після кількох дрібних ролей привернула до себе увагу голлівудських режисерів, серед яких був Біллі Вайлдер. У 1950 році він запросив Олсон на роль Бетті Шифер у своєму фільмі «Бульвар Сансет», яка принесла її номінацію на Премію «Оскар» за найкращу жіночу роль другого плану. Її колегою з цього фільму був Вільям Голден, союз з яким порахували дуже вдалим і надалі, протягом 1950-х років, вони ще кілька разів знялися разом.
У 1950 році Ненсі вийшла заміж за поета Алана Джей Лернера, від якого народила двох дочок. У 1957 році вони розлучилися. Її другим чоловіком був бізнесмен Алан В. Лівінгстоун, який став батьком її сина.
Але в 1960-х роках кар'єра Олсон пішла на спад і одними з подальших успішних ролей Олсен стали Ненсі Валлон в «Полліанна» (1960), Елізабет Брайнард в «Сині Флаббер» (1963) і місіс Еббот в «Аеропорт 1975» (1974). Надалі Ненсі переїхала в Нью-Йорк, де деякий час грала на бродвейських сценах.
У 1970-ті роки актриса ще зрідка продовжувала зніматися на телебаченні, а в 1984 році завершила свою кінокар'єру. Після цього Олсон лише раз з'явилася в кіно — в 1997 році в епізодичній ролі в диснеївському фільмі «Флаббер». У 2010 році, після 13-річної перерви, актриса виконала невелику роль в одному з епізодів телесеріалу «Велика любов». На 2012 рік заплановано вихід комедії «Гирі», де Олсон зіграла Б'янку Каммінгс.

## Вибрана фільмографія
| Рік  |   | Українська назва     | Оригінальна назва            | Роль              |
| ---- | - | -------------------- | ---------------------------- | ----------------- |
| 1950 | ф | Бульвар Сансет       | Sunset Boulevard             | Бетті Шефер       |
| 1965 | с | Велика долина        | The Big Valley               | Джулія Дженкінс   |
| 1972 | с | Димок зі ствола      | Gunsmoke                     | Генрієтта Донаван |
| 1975 | с | Вулиці Сан Франциско | The Streets of San Francisco | Дженні Морріс     |
| 1982 | ф | Займаючись любов'ю   | Making Love                  | Крістін           |
| 2010 | с | Велике кохання       | Big Love                     | Кетрін            |